# Popular Science
Popular Science is een Amerikaans populairwetenschappelijk maandblad opgericht in 1872.
Popular Science verschijnt in meer dan 30 talen en heeft vele onderscheidingen gekregen, onder andere van de American Society of Magazine Editors in 2003 en 2004.